# Barrenar

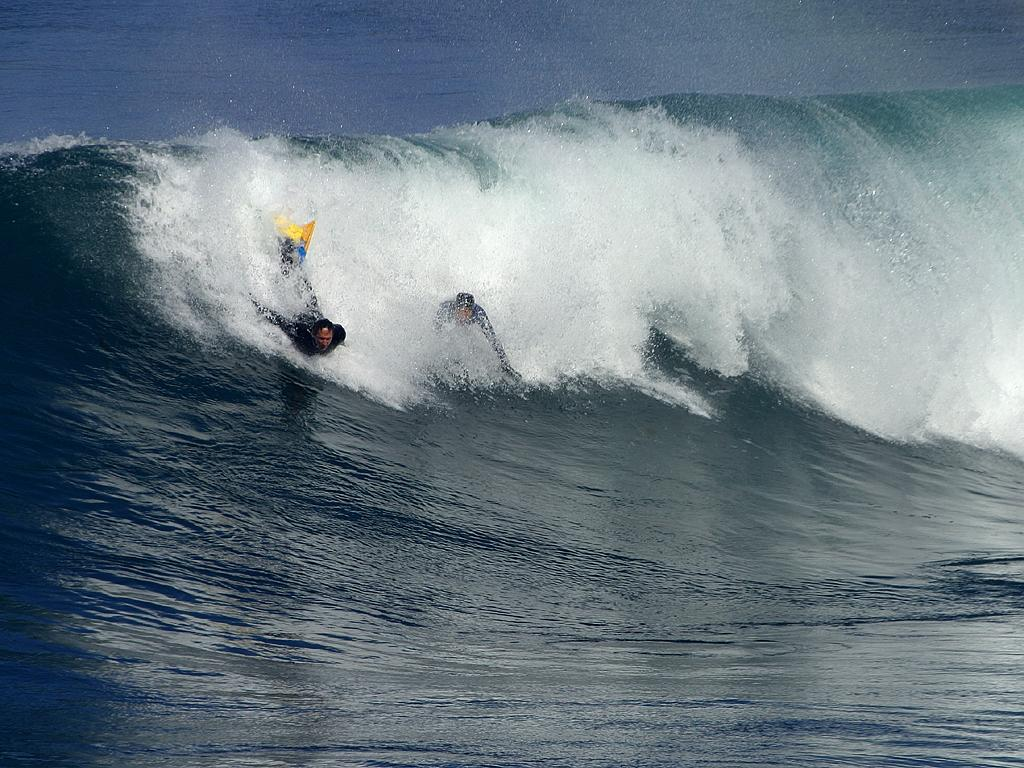
Barrenando.

"Pecho Surf", Barrenar (olas), Correr (olas) a pecho, Correr (olas) de pecho, Correr Pecho, Pechito, Playitas, es el arte y deporte de lograr que el propio cuerpo del practicante se deslice por sobre y dentro de las olas. Estas son solo algunas de las denominaciones aceptadas para esta actividad en países de habla hispana. En inglés se conoce como bodysurfing (Surf de cuerpo), en portugués Jacaré o Surfe de Peito, y en hawaiano Kaha Nalu.
Kaha Nalu fue su denominación original. Este deporte precede al surgimiento del "Surf" o "Surfing", actividad que se realiza sobre una tabla.
Se puede practicar solo con ayuda de unas aletas, o utilizar también una tabla de mano o handplane para deslizarse más rápido y elevarse en el agua. Así es más fácil la realización de trucos y la trayectoria de deslizamiento es más larga, al disminuir el rozamiento con el agua.

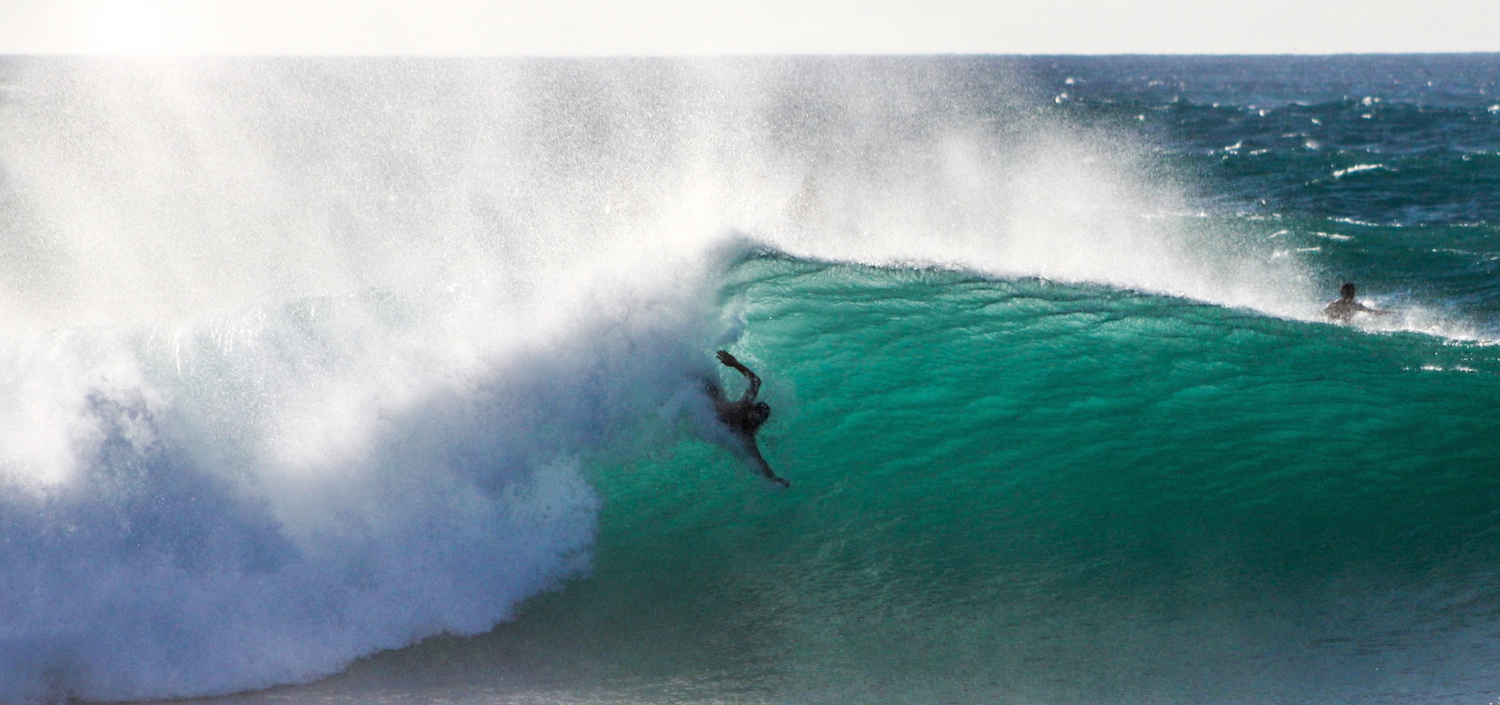
Bodysurfer Travis Overley en Banzai Pipeline.

Cada vez es una modalidad más extendida dado lo fácil y divertida que es su práctica a cualquier edad, ya que de entrada, solo es necesario saber nadar. Es una buena primera aproximación para conocer el movimiento de las corrientes marinas o simplemente disfrutar de otra manera las olas en un día de playa. Otra razón de su difusión es lo cómodo y ligero que es llevar el equipo necesario: aletas y tabla de mano o handplane.
Al igual que la natación, considerada por el Harvard Healthbeat como entrenamiento perfecto, el bodysurfing o barrenar aumenta la potencia, fuerza y flexibilidad de los músculos del cuerpo y, especialmente, al cuello, al hombro y la pelvis. Otros beneficios para el organismo son la mejora en el rendimiento del corazón, la capacidad pulmonar, y el cerebro, al reducir el nivel de estrés mental. Este completo balance, se deriva de la necesidad de coordinar los movimientos de las olas con los de piernas, brazos y una buena respiración.
La barrenada es muy apreciada en Hawái, tiene un gran desarrollo en las costas de Australia, Brasil, California, Chile, Francia, Bolivia y Perú. En la ciudad chilena de Zapallar, de notoria fama por sus grandes zapallos, ya se ha formado un Club que tiene esta rama deportiva.